# Joanis Tsamis
Joanis Tsamis, gr. Ιωάννης Τσάμης (ur. 15 kwietnia 1986 w Cholargos) – grecki wioślarz.
W 2008 roku został przyłapany na stosowaniu dopingu, za co został zdyskwalifikowany na okres pół roku.

## Osiągnięcia
- Mistrzostwa Świata Juniorów – Ateny 2003 – czwórka podwójna – 5. miejsce[2].
- Mistrzostwa Świata Juniorów – Banyoles 2004 – jedynka – 10. miejsce[2].
- Mistrzostwa Świata U-23 – Amsterdam 2005 – dwójka podwójna – 10. miejsce[2].
- Mistrzostwa Świata U-23 – Hazewinkel 2006 – jedynka – 14. miejsce[2].
- Mistrzostwa Świata – Monachium 2007 – dwójka podwójna – 13. miejsce[2].
- Mistrzostwa Europy – Poznań 2007 – dwójka podwójna – 1. miejsce[2].
- Mistrzostwa Świata – Poznań 2009 – czwórka bez sternika – 10. miejsce[2].
- Mistrzostwa Europy – Brześć 2009 – czwórka bez sternika – 1. miejsce[2].